# Enrico Berlinguer
Enrico Berlinguer (IPA [berliŋ'gwɛr]) (Sassari, Cerdeña, 25 de mayo de 1922 - Padua, Véneto, 11 de junio de 1984) fue un político italiano.
Considerado el líder más popular del Partido Comunista Italiano (PCI), que dirigió como su secretario nacional desde 1972 hasta su muerte durante un período de fuerte tensión de la historia de Italia, marcado por los años del plomo y los conflictos sociales como el otoño caliente de 1969-1970. Hizo que su partido se alejara de la influencia del Partido Comunista de la Unión Soviética y siguió una línea moderada, reposicionando al partido dentro de la política italiana y abogando por la unidad nacional. Esta estrategia se denominó eurocomunismo y fue visto como su principal portavoz. Esta sería adoptada por los demás partidos comunistas significativos de Europa occidental, en España, Portugal y más tarde por Francia, cuya importancia como fuerza política consolidada se confirmó en 1977 en una reunión en Madrid entre Berlinguer, Georges Marchais y Santiago Carrillo. El propio Berlinguer describió su modelo «alternativo» de socialismo, distinto tanto del bloque soviético como del capitalismo practicado por los países occidentales durante la Guerra Fría, como la vía terza o «tercera vía», aunque su uso del término no tiene relación con la «Tercera vía» más centrista practicada por los primeros ministros posteriores Romano Prodi y Matteo Renzi.
Durante el liderazgo de Berlinguer, el PCI alcanzó su etapa de mayor éxito, obteniendo importantes victorias en las elecciones regionales y locales de 1975 y el 34% de los votos en las elecciones generales de 1976, su mayor porcentaje de votos y número de escaños. Con estos logros, negoció el Compromiso Histórico con los Demócratas Cristianos, prestando apoyo a su gobierno a cambio de consultas sobre decisiones políticas y reformas sociales. Tomó una posición firme contra el terrorismo después del secuestro y asesinato de Aldo Moro y utilizó la influencia del PCI para guiar a los sindicatos italianos hacia la moderación de las demandas salariales para hacer frente a la severa tasa de inflación del país después de la crisis del petróleo de 1973. Sin embargo, estas concesiones no fueron correspondidas con suficientes contrapartidas del gobierno de Giulio Andreotti, lo que llevó al PCI a abandonar la coalición en 1979. La combinación de la defensa de la austeridad, la línea dura contra las Brigadas Rojas y los intentos de un acuerdo con el DC afectaron el voto del PCI en las elecciones de 1979 y el Compromiso finalmente se terminó en 1980. El PCI permaneció en la oposición nacional durante el resto del mandato de Berlinguer, conservando un sólido núcleo de apoyo en las elecciones de 1979 y 1983, aunque su principal fortaleza a partir de ese punto se mantendría a nivel regional y local.
Berlinguer tenía una personalidad austera y modesta pero carismática, se consideraba ateo, y a pesar de las dificultades que encontró el PCI durante el compromiso histórico, siguió siendo un político popular, respetado por sus principios, convicciones y posiciones audaces. Calificó al PCI como un partido honesto frente a la devastada política italiana, azotada por una corrupción endémica, una imagen que conservó la reputación del partido, ya disuelto, durante los escándalos de corrupción de Mani Pulite. Caracterizado por Patrick McCarthy como «el último gran líder comunista en Europa occidental», permanece identificado con las causas del eurocomunismo, la oposición a la represión soviética en Europa del Este y el cambio democrático en Italia.

## Biografía

### El comienzo de su carrera
Hijo de Mario Berlinguer y María Loriga, Enrico Berlinguer nació en Sassari, en la isla de Cerdeña, dentro de una importante familia sarda, en un contexto cultural y familiar notable, lo cual le influiría en toda su vida y carrera.
Era primo de Francesco Cossiga (quien fue líder de la Democracia Cristiana y Presidente de la República Italiana), y ambos eran familiares de Antonio Segni, otro dirigente democristiano y Presidente de la República. El abuelo de Enrico, también llamado Enrico Berlinguer, fue el fundador de La Nuova Sardegna, un importante periódico sardo, y amigo personal de los héroes de la Unificación Italiana, Giuseppe Garibaldi y Giuseppe Mazzini.
En 1937 Berlinguer tuvo sus primeros contactos con los antifascistas sardos, y en 1943 se afilió formalmente al PCI, convirtiéndose pronto en el secretario de la sección local de Sassari. Al año siguiente se vio involucrado en una insurrección en el pueblo, tras la que fue arrestado y condenado a tres meses de prisión.
Inmediatamente tras la detención, su padre consiguió llevárselo a Salerno, el pueblo donde la Familia Real Italiana y el gobierno habían tomado refugio tras el armisticio entre Italia y los Aliados. En Salerno su padre le presentó a Palmiro Togliatti, entonces máximo líder del PCI y en otro tiempo alumno suyo.
Togliatti envió a Berlinguer de nuevo a Cerdeña para lanzar su carrera política. A finales de 1944, Togliatti le designó para el secretariado nacional de la Federación Juvenil Comunista Italiana (FGCI), las juventudes del Partido. Pronto fue enviado a Milán, y en 1945 fue elegido miembro del Comité Central del PCI.

### Dirigente nacional del PCI
En 1946, Togliatti, como máximo dirigente del PCI, envió a Berlinguer a Roma, y tan sólo dos años más tarde (con 26 años de edad) entró en el secretariado nacional del PCI, siendo uno de los miembros más jóvenes admitidos en dicho órgano. En 1949, fue elegido secretario general de la FGCI, ocupando dicho puesto hasta 1956. Un año después, fue nombrado presidente de la Federación Mundial de la Juventud Democrática (FMJD), organización internacional de juventudes comunistas y socialistas. En 1957, Berlinguer, como dirigente de la escuela central de formación del PCI, abolió la visita obligatoria que hasta entonces había que hacer a la Unión Soviética como parte de la formación política, la cual era necesaria para ser admitido en las más altas posiciones del PCI.
La carrera de Berlinguer caminaba de forma que era obvio que llegaría a las posiciones más altas dentro del PCI. Después de desempeñar muchos puestos de alta responsabilidad, en 1968 fue elegido diputado por Roma y al año siguiente número dos del PCI, siendo secretario general Luigi Longo. Como tal participó en la conferencia internacional de Partidos Comunistas de 1969, celebrada en Moscú, en la cual la delegación italiana se prodigó como disidente de la línea política oficial, y rechazó apoyar el informe final. Es en este momento cuando empieza a hablarse de "eurocomunismo", una política que acabaría predominando en la gran mayoría de los partidos comunistas de Europa Occidental.
Berlinguer realizó el hasta entonces más "grave" discurso público de un dirigente comunista escuchado en Moscú. Rechazó mantener como enemigos a los comunistas chinos, y afirmó directamente ante Leonid Brézhnev que la invasión de Checoslovaquia por el Pacto de Varsovia (que denominó como “tragedia en Praga”) había dejado claras las considerables diferencias existentes en el movimiento comunista acerca de cuestiones fundamentales como la soberanía nacional, la democracia socialista, la libertad de expresión y prensa.
En 1970, Berlinguer realizó un sorprendente llamamiento a los grandes empresarios, y en general a las fuerzas conservadoras de Italia, declarando públicamente que el PCI se situaba a favor de un nuevo modelo de desarrollo, en el cual debían jugar un gran papel los grandes industriales y empresarios.

### Secretario general del PCI
Después de varios años destacándose como uno de los principales dirigentes de los comunistas italianos, Berlinguer fue elegido secretario general en 1972, tras la dimisión de Luigi Longo por problemas de salud.
En 1973, estando hospitalizado tras un accidente de coche durante una visita a Bulgaria, Berlinguer escribió tres famosos artículos (Reflexiones sobre Italia, Tras los hechos de Chile y Tras el golpe) para el semanario cultural del PCI, Rinascità. En estos escritos presentó la estrategia del llamado compromesso storico, una propuesta de coalición entre el PCI y los democristianos que diera a Italia un periodo de estabilidad política, en un contexto de grave crisis económica y en el cual, tanto elementos del aparato del Estado como grupos neofascistas, planeaban una táctica para dar un golpe de Estado y utilizaban el terrorismo como método.

### Relaciones internacionales
En 1974, Berlinguer conoció en Belgrado al presidente yugoslavo, Josip Broz Tito, desarrollando sus relaciones con los grandes partidos comunistas de Europa, Asia y África.
En 1976, durante su asistencia al XXV Congreso del Partido Comunista de la Unión Soviética, Berlinguer confirmó la posición autónoma del PCI. Delante de 5.000 delegados del congreso del PCUS, habló de un sistema plural (traducido por el intérprete como multiforme), refiriéndose a las intenciones del PCI de construir un socialismo que creemos necesario y posible sólo en Italia.
Cuando Berlinguer expresó finalmente la condena del PCI sobre cualquier tipo de interferencia, la ruptura con el PCUS fue completa. Por su parte, los soviéticos afirmaron que desde que Italia sufría la interferencia de la OTAN, era claro que la única interferencia que los comunistas italianos no podían soportar era la soviética. En una entrevista con el Corriere della Sera, Berlinguer declaró que se sentía seguro bajo el paraguas de la OTAN.
En 1977, en una conferencia en Madrid entre Berlinguer, Santiago Carrillo (secretario general del Partido Comunista de España) y Georges Marchais (secretario general del Partido Comunista Francés), los tres dirigentes trazaron las líneas maestras del eurocomunismo. Pocos meses después Berlinguer visitó de nuevo Moscú, dando otro discurso que fue pobremente recibido por sus anfitriones y publicado en Pravda bajo censura.

### Política interior
Berlinguer, moviéndose paso a paso, intentaba dar pasos para acercarse a los componentes de la sociedad tradicionalmente hostiles al comunismo. Tras el sorprendente llamamiento de 1970 a los grandes empresarios y a los conservadores, y la controvertida propuesta del compromesso storico, publicó su correspondencia con monseñor Luigi Bettazzi, obispo de Ivrea; se trató de un acontecimiento escandaloso, desde que el papa Pío XII había excomulgado a los comunistas poco después de la Segunda Guerra Mundial, y la posibilidad de cualquier tipo de relación entre los comunistas y la Iglesia católica era vista como casi imposible.
Esta acción sirvió además para contrarrestar la alegación, hecha desde la extrema derecha, de que el PCI amparaba a los "terroristas de extrema izquierda". En este contexto, el PCI abrió sus puertas a muchos católicos, comenzando un debate en torno a esta cuestión. En las elecciones generales de 1976, el PCI obtuvo el 34,4% de los votos, el mejor resultado de toda su historia.
Mientras gobernaba el llamado Gobierno de Solidaridad Nacional, Berlinguer llamaba a la creación de un gobierno de emergencia que incluyese también al PCI, ante la grave crisis política y económica que vivía Italia. El 16 de marzo de 1978 Aldo Moro, presidente de la Democracia Cristiana y ex-primer ministro, fue secuestrado por las Brigadas Rojas (BR), un grupo armado marxista-leninista, el mismo día que un nuevo gobierno iba a ser votado por el Parlamento.
Durante esta crisis, Berlinguer se adhirió al llamado Frente de la Firmeza, rechazando negociar con los secuestradores, a pesar de que las Brigadas Rojas habían propuesto liberar a Moro a cambio de la liberación de varios de sus militantes presos. A pesar de la posición del PCI, el incidente sobre Moro, que finalmente sería asesinado, dejó al Partido más aislado.
En junio, el PCI dio en principio su aprobación, y finalmente su apoyo activo, a una campaña contra el presidente de la República, Giovanni Leone, acusado de sobornos. Finalmente, Leone dimitió. Berlinguer entonces apoyo la elección del veterano dirigente socialista Sandro Pertini como Presidente de la República, pero su mandato no produjo los efectos que el PCI había esperado.
En Italia, cuando un nuevo Presidente de la República es elegido, el gobierno dimite. El PCI esperaba que Pertini usara su influencia en su favor. Pero el presidente fue influenciado por otros líderes políticos como Giovanni Spadolini, líder del Partido Republicano Italiano (PRI), y Bettino Craxi, secretario general del Partido Socialista Italiano (PSI), dejando al PCI fuera del gobierno para continuar pactando con la Democracia Cristiana.
Durante la década de 1970 el PCI gobernó muchas regiones italianas, en algunos periodos la mayoría de ellas. Notablemente, los gobiernos regionales de Emilia-Romaña y de la Toscana fueron ejemplos concretos de la capacidad de gobierno del PCI. En este periodo, Berlinguer tornó su atención hacia el ejercicio del poder local, para demostrar que los trenes pueden llegar a su hora bajo el PCI. Personalmente tomó parte en las campañas electorales a los consejos provinciales y locales, donde los otros partidos enviaban solo a líderes locales; esto ayudó al Partido a ganar muchas elecciones a estos niveles.

### La ruptura con la URSS
En 1980, el PCI condenó públicamente la invasión soviética de Afganistán. La ruptura con los soviéticos y otros partidos comunistas de Europa Oriental dejaron claro que el PCI no participaría en la conferencia internacional de 1980 que se celebraría en París. En su lugar Berlinguer realizó una visita oficial a China. En noviembre, en Salerno, Berlinguer declaró que la idea del Compromiso histórico estaba caducada; sería reemplazada con la propuesta de la Alternativa Democrática.

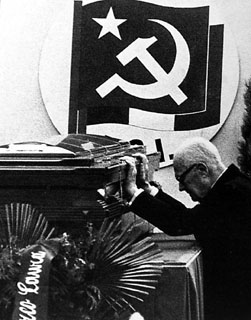
El presidente de Italia Sandro Pertini en el funeral de Berlinguer.

En 1981, en una entrevista en la prensa, Berlinguer afirmó que, en su opinión personal, la fuerza progresista de la Revolución de Octubre estaba exhausta. El PCI criticó la represión contra Solidarność en Polonia. Muy pronto la ruptura entre el PCI y el PCUS se convirtió en definitiva y oficial, seguida de una larga polémica entre Pravda y L’Unità (el diario oficial del PCI), a pesar de los intentos de Fidel Castro de normalizar la situación con una cumbre italo-soviética en La Habana.
En política interior, la última propuesta de Berlinguer fue un giro hacia la solidaridad entre los partidos de la izquierda. Su propuesta de Alternativa Democrática nunca sería efectiva, ya que el 7 de junio de 1984, Berlinguer abandonó repentinamente la tribuna de un mitin en Padua: había sufrido una hemorragia cerebral, y moriría tres días después.
Más de un millón de personas asistió a su funeral, en una de las mayores manifestaciones de la historia del movimiento comunista italiano. Pocos días después, el PCI ganaba las elecciones europeas, la primera y única victoria electoral comunista a nivel nacional de la historia de Italia.